# Ulrich III de Neuchâtel
Ulrich III de Neuchâtel, dit de Neuchâtel-Nidau (? - décédé entre le 20 juin et le 31 décembre 1225), est co-seigneur puis co-comte de Neuchâtel, comte de Fenis, d'Aarberg et de Strassberg, seigneur d'Arconciel-Illens et de Valangin. Il est le deuxième fils d'Ulrich II de Neuchâtel et de Berthe de Granges.

## Biographie
Après le décès de son père il devient co-seigneur de Neuchâtel avec son frère Rodolphe II de 1191 jusqu'en 1196, puis avec son neveu Berthold Ier de Neuchâtel, fils de Rodolphe II, à partir de 1196. Co-comte de Neuchâtel de 1196, en s'attribuant le titre de "comes et dominus de Novo castro" toujours avec son neveu Berthold, jusqu'en 1218 date à laquelle il devient lui seul comte de Neuchâtel, Berthold lui reste seigneur de Neuchâtel de 1218 à sa mort,.
Il reçoit vers 1170, de l'empereur Frédéric Barberousse, l'office de bailli de Bienne, qui deviendra héréditaire. Ce bailliage comprend le Val-de-Saint-Imier et la montagne de Diesse dont Ulrich devient propriétaire. En 1180 il reçoit l'investiture de plusieurs fiefs allemands et romands de la part de l'évêque de Lausanne. Il participe à la troisième croisade dont il ne revint qu'en 1190. En 1198 Roger de Vico Pisano, évêque de Lausanne, lui accorde le droit de « battre monnaie », droit que les comtes de Neuchâtel garderont jusqu'en 1225. Il échangeait, en 1218, des seigneuries qu'il possédait sur la Saône contre le Val-de-Travers qu'il érigeait en baronnie. Ce fief sera confié, en 1421, à Jacques de Plancone, dit "le Grand" par Conrad IV de Furstemberg, comte de Fribourg-en-Brisgau et de Neuchâtel.
Quatre ans après avoir donné ses franchises à la ville de Neuchâtel Ulrich III et son neveu Berthold Ier de Neuchâtel se partagent leur patrimoine, le dernier demeure seigneur de Neuchâtel et des terres suisse-romandes tandis qu'Ulrich se garde les terres suisse-allemandes et le comté de Neuchâtel, ses actes seront consignés en 1215, 1225 et 1226. Ce partage ne se fait pas sans raison, cette année 1218 et celle du décès de Berthold V de Zähringen alors recteur de Bourgogne, avec sa disparition ses droits reviennent de fait à l'empereur germanique Frédéric II et à son fils Henri II de Souabe ce qui implique que tous les dynastes qui avaient été soumis à Berthold V se voyaient dorénavant dépendant immédiat de l'empire germanique. Pour garder son indépendance Ulrich III de Neuchâtel décide de détacher de la seigneurie de Neuchâtel celles de Nidau, de Büren et d'Aarberg pour en faire un ensemble avec celle de Strasberg (qui était un château situé à Bettlach), d'Illens et d'Arconciel, dans le même temps, profitant de la confusion qui entrainait le transfert des droits à l'empereur germanique il se fait "confirmer" le comté de Neuchâtel.

## Mariages et succession
Il épouse Gertrude puis en 1202 Yolande d'Urach, fille d'Egon IV d'Urach,. Il a :
- Rodolphe Ier de Neuchâtel-Nidau[10], seigneur de Nidau, comte de Neuchâtel,
- Othon[10], (? - 1245), prévôt de Soleure[10],
- Berthold Ier de Neuchâtel-Strassberg[10], (? - 1270), seigneur de Valangin puis de Strasberg,
- Henri[10], (? - 1er septembre 1274), chanoine de la cathédrale de Bâle en 1234, archidiacre de Bâle de 1239 à 1259, archiprêtre de Bâle en 1247-1248 et 1257, prévôt de Bâle de 1259 à 1262,  prévôt à Soleure 1246 à 1258, chanoine dès 1247, puis prévôt de 1249 à 1256 de Moutier-Grandval, coadjuteur en 1261 puis évêque de Bâle de 1262 à 1274 sous le nom d'Heinrich III von Neuenburg-Erguel,
- Ulrich IV de Neuchâtel-Aarberg[10], (? - 1276), seigneur d'Aarberg et de Valangin, il épouse Agnès de Montfaucon,
- Gertrude[11], (? - 1255/60), elle épouse Diethlem, comte de Toggenbourg,
- N…[11], elle épouse Rodolphe Ier comte de Falkenstein,
- N…[11], elle épouse Conrad ou Bourcard de Rothelin,
- Berthe[11], (? - 1250), elle épouse Lutold VI de Regensburg puis Simon de Grandson,
- Agnès[11], (? - 31 août 1263), elle épouse Pierre Ier, dit Perron, seigneur de Grandson.